# Uddbäckmossa
Uddbäckmossa (Hygrohypnum styriacum) är en bladmossart som beskrevs av Brotherus 1908. Enligt Catalogue of Life ingår Uddbäckmossa i släktet bäckmossor och familjen Amblystegiaceae, men enligt Dyntaxa är tillhörigheten istället släktet bäckmossor och familjen Amblystegiaceae. Enligt den svenska rödlistan är arten sårbar i Sverige. Arten förekommer i Övre Norrland. Artens livsmiljö är fjäll, sjöar och vattendrag. Inga underarter finns listade i Catalogue of Life.